# Max Greger
Max Greger (né le 2 avril 1926 à Munich, mort le 15 août 2015 dans la même ville) est un saxophoniste et chef d'orchestre allemand de jazz.

## Biographie
Ses parents tiennent une boucherie. En 1936, son grand-père lui donne un accordéon. Il apprend la clarinette et le saxophone à la Hochschule für Musik und Theater München.
Max Greger, alors âgé de 18 ans, est enrôlé dans l'armée en 1944 jusqu'à la fin de la Seconde Guerre mondiale. Peu de temps après la fin de la guerre, il fut l'un des premiers Allemands à jouer dans les mess américains. Avec son compagnon de longue date, Hugo Strasser, il devient l'un des pionniers de la scène du swing et du jazz allemands d'après-guerre. En 1948, il fonde son premier ensemble, qui devient plus tard un octet. Très tôt, il réussit à jouer avec des grands du jazz tels que Woody Herman, Stan Kenton et Lionel Hampton. Au cours de la journée, il joue principalement du schlager et de la volkstümliche Musik pour le Bayerischer Rundfunk avec l'Enzian-Sextett et le soir dans le Max-Greger-Sextett, du swing et du jazz dans les clubs américains. Plus tard, il est dans le groupe du trompettiste Charly Tabor et se trouve ainsi notamment avec Louis Armstrong et Duke Ellington.
En 1959, Max Greger mène le premier groupe occidental à faire une tournée de cinq semaines en Union soviétique, où il se produit avec Maria Hellwig et Udo Jürgens. Au total, il y a 36 concerts à guichets fermés.
Il refuse pendant longtemps d'être indépendant. Pour la fondation de la ZDF, il se déclare prêt en 1963 à signer un contrat à la tête d'un big band. Jusqu'en 1977, le chef a un contrat à durée indéterminée avec la ZDF. Greger est un invité régulier des principaux spectacles de la ZDF, tels que Vergißmeinnicht, Der goldene Schuß, 3 mal 9 ou Musik ist Trumpf.
Son groupe est le seul orchestre allemand à jouer le Deutschlandtag à l'Exposition universelle de 1970 à Osaka, au Japon. En 1971, il est à côté de Beppo Brem, Joachim Fuchsberger et Helga Anders dans la comédie télévisée de Kurt Wilhelm, Olympia-Olympia.
En 1986, Greger fête ses 60 ans à la ZDF avec un "super groupe" comprenant Hazy Osterwald, Paul Kuhn, Hugo Strasser et James Last. En 1992, il est chef invité lors de manifestations publiques et de productions en studio du SWR Big Band. De 2002 à un mois avant son décès, il participe à des tournées en Allemagne, aux côtés de son fils Max (né en 1951), Hugo Strasser, Paul Kuhn.
En 1992, un tragique accident se produit au cours duquel le beau-frère de Greger est tué. Alors qu'ils travaillent tous les deux dans un garage automobile, Greger lâche la pédale de frein, la voiture automatique se met en marche et écrase le beau-frère. Greger ne fait pas l'objet d'un procès pour cet homicide involontaire.
Max Greger fête ses 80 ans avec une tournée en Allemagne, qui débute le 2 avril 2006 au Gasteig de Munich.
Dans la nuit du 15 août 2015, Max Greger meurt d'un cancer à Munich. Un mois avant, le 13 juillet 2015, Max Greger donne son dernier concert au Brunnenhof à Munich. Il retrouve son fils Max Greger junior, son petit-fils Max III (né en 1982) et son vieil ami Hugo Strasser sur scène.
Le 21 août 2015, Max Greger a été enterré au Waldfriedhof Grünwald. Lors de la cérémonie commémorative, son compagnon et ami de longue date, Hugo Strasser, joue le classique des Beatles Yesterday devant un cercueil fermé avant un discours de son petit-fils Maxi Greger. Pendant les funérailles, le trompettiste Felice Civitareale entonne Il Silenzio.

## Discographie
De 1963 à 1977, Max Greger dirige son propre big band, avec lequel il enregistre plus de 3 000 titres différents. Le répertoire va du schlager au jazz.
- European Jazz Sounds (1963), Brunswick 267 918, Polydor 829 257-2
- Yakety Sax (1964), Polydor 237 374
- Maximum (1965), Brunswick, Polydor 825 703-2
- Ball Paré (1965), Polydor 237 483
- Tanz mit mir (1965), Polydor 249 034
- Eine kleine Tanzmusik (1966), Polydor 249 066
- Greger in the Night (1966), Polydor 249 103
- Greger in Rio (196?), Polydor 249 112
- Live – Eine „Tour de dance“ mit 28 Hits und Evergreens (196?), Polydor 249 273
- In the Mood for Dancing – 28 Glenn Miller Evergreens (1969), Polydor 249 315
- Sunshine Starshine (1969), Polydor 2371 009
- Gaudi in Bavaria (1970), Polydor 2371 046
- Max Greger plays Glenn Miller (1970), Polydor 2371 047
- Olympia-Dancing ’72 (1971), Polydor 2371 153
- Sax-Appeal (1971), Polydor 2371 197
- Trumpets Trumpets Trumpets (1971), Polydor 2371 198
- Hits marschieren auf – Folge 1 (1972), Polydor 2371 286
- Strictly for Dancing (1972), Polydor 2371 317
- Hits marschieren auf – Folge 2 (1973), Polydor 2371 379
- Tanz und trimm dich fit (1973), Polydor 2371 433
- Tanz ’74 (1973), Polydor 2371 434
- Hits marschieren auf – Folge 3 (1974), Polydor 2371 485
- Trimm und tanz dich top-fit (1974), Polydor 2371 513
- Tanz ’75 (1974), Polydor 2371 526
- Max, du hast das Tanzen raus (1975), Polydor 2371 570
- Soft-Ice Dancing (1975), Polydor 2371 589
- Top-fit in den Schnee (1975), Polydor 2371 607
- Tanz ’76 (1975), Polydor 2371 609
- Tanz mit mir – Folge 2 (1975), Polydor 2371 630
- Auf geht’s (1976), Polydor 2371 684
- Alles tanzt auf mein Kommando (1976), Polydor 2371 692
- Tanz mit mir – Folge 3 (1976), Polydor 2371 694
- Die Tanzplatte des Jahres ’77 (1976), Polydor 2371 720
- Die Tanzplatte des Jahres ’78 (1977), Polydor 2371 820
- Die Tanzplatte des Jahres ’79 (1978), Polydor 2371 921
- White Christmas (1979), Polydor Spectrum 551 299-2
- Tanz ist Trumpf – Die aktuelle Tanzparty des Jahres (1980), Polydor 2372 040
- Klassisches Tanzvergnügen (1984), Polydor 817 857-2
- Max Greger und sein Enzian-Sextett (1984), Polydor 821 650-2
- Supertanzmusik (1984), Polydor 823 687-2
- Traumzeit – Max Greger senior und junior und 100 verzauberte Geigen (1986), Polydor 831 476-2
- Oscar-Melodien zum Tanzen (1987), Polydor 833 009-2
- Lovebird – The Saxy Feeling-Sound (1988), Polydor 833 921-2
- Evergreens im Glenn Miller Sound (1988), Polydor 835 916-2
- Tanzen ’89 – Today & Traditional (1988), Polydor 837 316-2
- Mambo-Jambo – Tanzen im Latin-Sound, 1989, Polydor 837 929-2
- Tanzen ’90 – Today & Traditional, 1989, Polydor 841 166-2
- Tanzen ’91 (1990), Polydor 843 932-2
- Zauber der Berge – Max Greger und sein Golden Bavaria Orchester (1990), Polydor 843 933-2
- Laßt uns tanzen – Die klassische Tanzplatte (1991), Polydor 849 021-2
- Tanzen ’92 (1991), Polydor 511 071-2
- Sax in Love (1992), Polydor 513 040-2
- Tanzen ’93 (1992), Polydor 513 992-2
- Eine Reise ins Glück – im Billy Vaughn Sound (1993), Polydor 519 911-2
- Tanzen ’94 (1993), Polydor 519 912-2
- together – Greger und Greger (1995), Polydor 529 156-2
- world wide hits – Greger und Greger (1996), Polydor 533 508-2
- swingtime – Max Greger und die RIAS Big Band (1998), Polydor 559 855-2
- Night Train – Swing & Jazz Forever (1999), Polydor 543 393-2
- Happy Birthday! Max Greger 80 Jahre – 40 Hits, compilation avec 11 titres inédits (2006), Koch Universal 06024 9876941
- Hallo, kleines Fräulein, compilation de 1958 à 1965, „Jazzclub“-Reihe (2007), Universal 06024 9845696
- Greger’s Groove Party, compilation de 1965 à 1973, „Jazzclub“-Reihe (2008), Universal 06007 5307296

## Filmographie
- 1951 : Fanfaren der Liebe
- 1952 : Hinter Klostermauern
- 1956 : Das alte Försterhaus
- 1957 : Weißer Holunder
- 1959 : Mein Schatz, komm mit ans blaue Meer
- 1960 : Schlagerparade 1960
- 1960 : Schlagerraketen – Festival der Herzen
- 1961 : Schön ist die Liebe am Königssee
- 1961 : Die alte Welle (TV)
- 1961 : Isola Bella
- 1962 : Mit Eva fing die Sünde an
- 1962 : Der verkaufte Großvater
- 1971 : Olympia – Olympia (TV)